# Rano Kao
Der Rano Kao ist ein bis zu 320 m hoher, erloschener Schildvulkan im Südwesten der Osterinsel, dessen Gestein auf ein Alter von etwa 1 Million Jahren datiert wurde. Der 200 m tiefe Gipfelkrater ist eine durch den Einsturz des Vulkangipfels entstandene Caldera. Er ist mit einem Durchmesser von 1,6 km der größte Vulkankrater auf der Osterinsel. Der Rand des Kraters ist nach Südwesten zum Meer hin leicht eingebrochen. Die drei der Küste vorgelagerten Motus – Motu Kaokao, Motu Iti und Motu Nui – sind wahrscheinlich die Reste parasitärer Vulkane des Rano Kao.
Der mit Süßwasser gefüllte See im Innern des Kraters ist halb verlandet. Hier kommt – ebenso wie im Rano Raraku – noch das auf dem amerikanischen Kontinent beheimatete Totora-Schilf (Scirpus Californicus) vor, das sich schon vor der menschlichen Besiedlung auf der Insel verbreitete. Das Schilf wurde von den Ureinwohnern der Osterinsel vielfältig genutzt, zum Beispiel für den Bau von Booten und zur Bedeckung der Dächer.
Am Rano Kao befinden sich die Überreste der Kultstätte Orongo mit ehemals 53 Häusern und zahlreichen Felszeichnungen des Vogelmannkults. Nördlich liegt der Ort Hanga Roa mit etwa 3000 Einwohnern und der 1960 gebaute und 1970 von der NASA erweiterte Mataveri International Airport.